# Parque Nacional Pryazovskyi
O Parque Nacional Pryazovskyi (em ucraniano:  Приазовський національний природний парк) é o segundo maior parque nacional da Ucrânia, cobrindo os estuários e planícies costeiras à beira-mar ao redor do estuário do rio Molochna e do estuário do rio Utlyuksky, na costa noroeste do Mar de Azov. A área é de alta biodiversidade, protegendo estepes e habitats aquáticos, e as únicas zonas de transição entre elas. As zonas húmidas suportam grandes populações de nidificação e aves aquáticas migratórias. O parque atravessa vários distritos administrativos, incluindo Pryazovske Raion, Melitopol Raion, Berdiansk Raion e Yakymivka Raion, no Oblast de Zaporizhia.